# هورتیگهایم
هورتیگهایم (به فرانسوی: Hurtigheim) یک کمون در فرانسه با جمعیت ۵۰۱ نفر است که در Canton of Truchtersheim واقع شده‌است.